# Una spada per Brando
Una spada per Brando è un film del 1970 diretto da Alfio Caltabiano.

## Trama
Il coraggioso Brando ostacolerà una setta di eretici che rapìscono giovani donne vergini per compiere sacrifici umani.